# 城ゆかり
城 ゆかり（じょう ゆかり、1989年11月30日 - ）は大阪府出身の現役女子中高生アイドルグループ「ファンタ☆ピース」の元リーダー。
元ファンタスタープロモーション所属。当初は、ソロでモデル活動をしていた。
2006年末、「まほ」としてファンタ☆ピースを結成。2007年1月に芸名を一般公募し、2月18日、「城ゆかり」に決定した。愛称はゆかりん。

## プロフィール
- 生年月日-1989年11月30日（35歳）
- 身長-167cm。
- スリーサイズ、足のサイズ-B80cm、W60cm、H82cm、S24.5cm。
- 血液型-A型。
- 趣味-日本舞踊、ギター。
- 特技-ダンス。

## 出演

### テレビ
- ファンタくらぶ（2007年2月 - 、ケーブルウエストコミュニティチャンネル）
- 天使らんまん（2007年2月 - 、毎日放送）：エンディングテーマ

### ラジオ
- ファンタスター学園（2007年1月 - 、ラジオ大阪）

### CM
- 週3日制予備校 サクセス（2007年3月 - ）

### カタログ
- 「CoCoNet PiTaPaカード」阪神電気鉄道（2006年）